# Coenosia ruficornis
Coenosia ruficornis är en tvåvingeart som först beskrevs av Macquart 1835.  Coenosia ruficornis ingår i släktet Coenosia och familjen husflugor. Arten är reproducerande i Sverige. Inga underarter finns listade i Catalogue of Life.